# António da Lorena
António da Lorena (em francês:  Antoine de Lorraine; Bar-le-Duc, 4 de Junho de 1489 – Bar-le-Duc, 14 de junho de 1544), conhecido como o Bom, foi Duque de Lorena e de Bar de 1508 até à sua morte, em 1544.

## Biografia
António era filho de Renato II da Lorena e de Filipa de Gueldres, tendo sido criado e educado na corte do rei Luís XII de França juntamente com seu irmão, Cláudio de Lorena, e ambos fizeram amizade com o Duque de Angoulême, o futuro rei Francisco I.
Em 1509 ele confiou o governo dos seus estados à sua mãe e a Hugo des Hazards, bispo de Toul, e seguiu Luís XII na sua campanha no norte da Itália, participando, nesse ano, na Batalha de Agnadello. Após a morte do rei, foi de novo a Itália sob o comando de Francisco I, participando na batalha de Marignano, nos dias 14 e 15 de setembro de 1515. Contudo, chamado de volta por causa de problemas na Lorena, ele esteve ausente na decisiva batalha de Pavia (1525), na qual Francisco I ficou prisioneiro e o seu próprio irmão, Francisco de Lorena, conde de Lambesc, foi morto.
Na Lorena, António teve que enfrentar o alastrar da Reforma Protestante, contra a qual ele publicou um édito em 26 de dezembro de 1523. A situação piorou no ano seguinte, quando uma rebelião, conhecida como Guerra dos camponeses, despontou na Alsácia. Os revoltosos tomaram Saverne e tentaram capturar Saint-Dié, enquanto os camponeses da região de Bitsch (em francês:  Pays de Bitsch) também se revoltaram em maio de 1525. António lançou uma expedição que reconquistou Saverne a 17 de maio e esmagou um exército camponês a 20 de maio próximo de Sélestat. Posteriormente, o duque veio a promulgar outros éditos contra os Protestantes.
António conseguiu aumentar o seu ducado quer através de heranças, quer através de aquisições. Começando em 1525, ele preferiu permanecer neutral nas guerras que opuseram o rei Francisco I e o Imperador Carlos V. Com o Tratado de Nuremberga (26 de agosto de 1542), António obteve de Carlos V a independência do Ducado da Lorena. Mas subsistia um problema: após a batalha de Pavia, Francisco I renunciara ao Milanês e ao Reino de Nápoles; a Itália deixava de ser um campo de batalha entre os dois monarcas, e a Lorena arriscava-se a tornar num.
Em 1538, ele reclamou o título de Duque de Gueldres e Conde de Zutphen, como herdeiro de sua mãe, na sequência da morte de Carlos de Egmond, mas não conseguiu impor-se naquelas possessões.
Já em 1539, António sofria de gota e pediu à sua sobrinha, Maria de Guise, que lhe enviasse um cavalo escocês de raça hackney tendo ele esperança que fosse mais fácil de montar, dadas as suas limitações de saúde.

## Casamento e descendência
A 26 de junho de 1515, ele casou com Renata de Bourbon, filha de Gilberto de Bourbon, Conde de Montpensier, e de Clara Gonzaga. A noiva era ainda irmã de Carlos III de Bourbon. Do seu casamento nasceram seis filhos:
- Francisco I (François) (1517-1545), sucede ao pai nos Ducados da Lorena e de Bar;
- Nicolau (Nicolas) (1524-1577), Bispo de Verdun e Metz, e Conde de Vaudemont a partir de 1548;
- João (Jean) (1526-1532);
- António (Antoine) (1528-morreu jovem);
- Ana (Anne) (1522-1568), casou em primeira núpcias com Renato de Châlon, Príncipe de Orange; e em segundas núpcias com o duque Filipe II de Aerschot (1496-1549). Foi visitada por Hans Holbein, o jovem como potencial noiva de Henrique VIII de Inglaterra;
- Isabel (Elisabeth) (1530-morreu jovem).